# Samfundsøkonomi
Samfundsøkonomi er læren om et lands samlede økonomiske tilstand og de kræfter, der betinger den. Dermed er begrebet omtrent synonymt med makroøkonomi, der ligeledes studerer økonomien som helhed i modsætning til økonomiske beslutninger set fra enkelte beslutningstageres synspunkt, hvilket er mikroøkonomiens område. Ordet samfundsøkonomi anvendes ofte i den offentlige debat, mens "makroøkonomi" er det mest almindelige i akademiske sammenhænge. Dette understøttes af, at samfundsøkonomi modsat makroøkonomi ikke har nogen naturlig oversættelse eller pendant på engelsk, hvor man blot anvender "Economics", der kan underopdeles i Macroeconomics og Microeconomics. Det engelske "Social economics" har en anden betydning, der på dansk bedst gengives ved "social økonomi", dvs. aktiviteter, der har et socialt formål snarere end et profitmaksimerende (eksempelvis socialøkonomiske virksomheder).
For at øge forvirringen brugtes tidligere på dansk ordet "socialøkonomi" som en betegnelse for samfundsøkonomi. Det overlever i enkelte udtryk som navnet "Socialøkonomisk Samfund", der er en faglig forening for økonomistuderende og færdiguddannede økonomer i København. I Norge anvendtes betegnelsen sosialøkonomi for studiet af økonomi ved universiteterne frem til 2000, hvorefter det afløstes af samfunnsøkonomi. I Danmark udgiver Djøf tidsskriftet Samfundsøkonomen med faglige artikler. Det har sin pendant i det tilsvarende norske "Samfunnsøkonomen" (tidligere "Sosialøkonomen" og en overgang "Økonomisk forum").